# Tattvārthasūtra

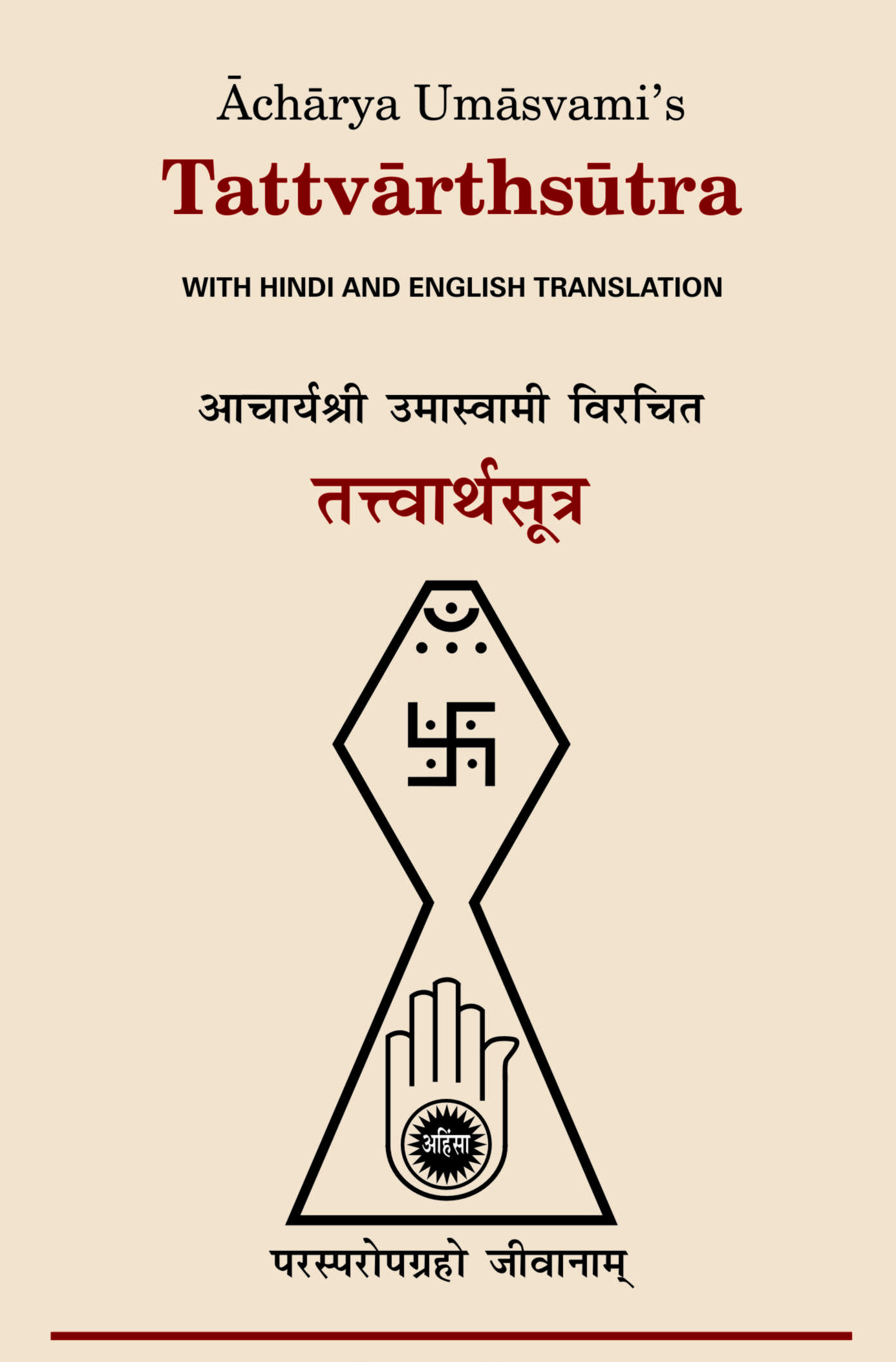
Copertina dell'edizione inglese del libro

Il Tattvārthasūtra è una delle opere più importanti della tradizione del Giainismo. È attribuito a Umāsvāti, saggio giainista vissuto in un periodo non ben identificato, tra il II al V secolo d.C., e il significato del titolo può essere reso come “I sūtra sulla verità” o, più diffusamente “I sūtra sul significato della realtà”. Si tratta di un testo accettato sia dalla comunità degli Śvetāmbara, sia da quella dei Digambara. È scritto in sanscrito e molto importanti sono alcuni commentari, di Pūjyapāda (secolo VI), Akalaṅka (secolo VIII) e Vidyānandi (sec. IX).
È uno dei più antichi testi giainisti e contiene, tra le altre cose, il sūtra che costituisce il motto del giainismo parasparopagraha jivānām che può essere reso come “Le anime sono nella condizione di corrispondenza reciproca” (5.21).
Oltre a svariate traduzioni in inglese è stato recentemente tradotto in italiano da Pietro Chierichetti.